# Gag del sofá
El gag del sofá es un pequeño chiste que aparece en los créditos iniciales de la serie animada Los Simpson. Suelen variar de un episodio a otro, pero normalmente figuran los cinco integrantes de la familia Simpson sentados en el sofá de la sala de estar de su casa. Un típico gag del sofá es aquel donde la familia corre hacia el sillón y encuentra algo extraño, o una persona sentada en él. En las temporadas más recientes, los gags se vuelven más surrealistas.
Generalmente, entre la mitad y dos tercios de los gags del sofá de cada nueva temporada son nuevos, mientras que el resto son repetidos. La mayoría de los gags son usados dos veces. Trece episodios no tienen gag del sofá, en los que la mayoría son especiales de Halloween.

## Gags de larga duración
Los gags de larga duración solían usarse en las primeras temporadas para compensar la corta duración de algunos capítulos. Esto se hizo menos necesario últimamente debido a que se redujo la duración de los episodios en general.
El gag de larga duración más usado desde que la serie se transmite en horario prime es aquel en que aparece toda la familia junto a un grupo de bailarines, malabaristas y elefantes danzando al estilo Broadway. Todo comienza con la llegada de la familia a su típico salón, pero en vez de sentarse frente a la TV, se abrazan alineados y comienzan a bailar mientras la pared de la sala retrocede para revelar un gran escenario, sin embargo, el televisor sigue visible en todo momento.
Otro gag de larga duración fue el del episodio To Surveil With Love, donde todo Springfield imita a la canción Tik Tok de Ke$ha.
El más usado durante toda la historia de Los Simpson es uno en que la familia llega a su salón y no pueden sentarse en el sofá porque hay una familia idéntica ocupando su lugar.
Uno de los más largos es el que la familia toma asiento como de costumbre y la cámara se aleja de la escena a través del techo, para mostrar Springfield, luego a Estados Unidos, después la Tierra, el Sistema Solar, la nave rota de los extraterrestres Kang y Kodos y finalmente, la Vía Láctea. Mientras la escena continúa retrocediendo, las galaxias se convierten en átomos, las cuales se transforman en moléculas y éstas en hebras de ADN, que luego pasan a ser células de piel y posteriormente se convierten en la cabeza de Homer. Al final, Homer solo dice "mosquis" o "anda la osa" (varía según doblaje). La primera parte de la secuencia es acompañada por la melodía de Richard Strauss, Also sprach Zarathustra ("Así Habló Zarathustra"), y desde la aparición de Kang y Kodos se escucha música de suspense hasta que se ve nuevamente a Homer al final del gag. La escena homenajea a 2001, Una Odisea del Espacio en la música, y a Contact en la imagen. 
El más largo gag de la historia de la serie se exhibió en la temporada 18 y en él se ve a Homer evolucionando desde una célula que se multiplica y divide para formar una medusa, que gradualmente se trasforma en pez y luego gatea sobre la tierra convirtiéndose en anfibio y luego en reptil. Muta a mamífero y es acechado por Bart, que es atacado por Lisa, son dinosaurios. Cuando los dinosaurios se extinguen, Homer pasa a ser un mono, luego un gorila y después un homínido, mientras que saluda a Moe que sufre este proceso, pero exactamente al revés(de homínido a gorila, etc.). Posteriormente, Homer es capaz de caminar de pie y atraviesa diversos períodos: cazador nómada, granjero medieval, conquistador español, colono inglés de América y burgués victoriano. Al final llega a la actualidad y entra a su casa, se sienta en el sofá mientras Marge le pregunta "¿Por qué tardaste tanto?" o "¿Trajiste la leche?" y Homer se limita a decir "D'oh!" (en Hispanoamérica: "¡Ou!"), o simplemente se sienta en el sofá, suspirando del cansancio (varía según episodio). El gag está claramente inspirado en la serie de televisión de los años ochenta Cosmos.
El gag que se usó para celebrar los 400 capítulos de la serie duró 1 minuto 15 segundos. Aquí se lee en la pantalla: "20 años atrás..." y luego se exhibe el cortometraje Family Portrait (de Tracy Ullman) en el que Homer tiene problemas para tomar un retrato familiar.
Un polémico gag del sofá apareció en el episodio MoneyBART, de la temporada 22, creado por el grafitero británico Banksy donde la familia se sienta en el sofá, después se aleja la cámara y se puede ver una oscura fábrica de un país asiático donde aparecen adultos y niños usando animales muertos para hacer productos de Los Simpson.
También hay un gag de larga duración en el que aparece los personajes de Rick and Morty. en ella Rick y Morty irrumpen con su nave en la casa de los Simpsons, matándolos en el proceso, preocupados recogen una muestra de los cadáveres de los mismos para que Morty vaya a un planeta en el que hagan una réplica exacta de la familia, mientras Morty hace ese viaje, Rick empieza a explorar la casa, robando cosas, comiéndose la comida del refrigerador y congelando a FlandersNed Flanders, cuando Morty vuelve, se dan cuenta de que la muestra que tenían de los Simpsons estaba contaminada con la saliva de rick, quien limpia sus vasos precipitados con la misma. en vista que su plan no había funcionado, Rick y Morty se escapan, mientras Bart (con la cabeza de Morty pegada a la suya) dice "no más escritores invitados"
En la vigesimosexta temporada el primer episodio estrenó un gag del sofá creado por el animador independiente Don Hertzfeldt, autor de obras de culto como Billy’s Balloon (1998), Rejected (2000; nominado al Oscar al Mejor cortometraje), Everything Will Be OK (2006) o el largo It’s Such a Beautiful Day (2012). Él realizó el que se considera uno de los gags más extraños y absurdos en la historia de la serie, el cual, además de ser de larga duración, transporta a Homer con una especie de control remoto al pasado, justo a la fecha de inicio de la serie como cortos independientes. Luego Homer pierde el control de dicho aparato en una especie de viaje por el tiempo donde se ven variadas reposiciones de fondos varios gags, para finalmente llegar a una fecha futurista ficticia denominada Septembar 36.4 del 10,535 donde podemos apreciar a Homer como una especie de pulpo, mientras Marge es una especie de salchicha alargada con la forma de su propio cabello, Bart es plasmado como una masa amorfa, Lisa como una representación dibujada por un infante con su boca alargada a modo extraterrestre y Maggie como una masa amorfa pero sin olvidar su chupete característico. A partir de ahí pasan varios diálogos y sonidos guturales diversos, acto seguido al pasar el tiempo más adelante se pueden apreciar en distintas formas hasta llegar a la del comienzo donde vuelve a ser el Pulpo del principio que se limita a decir D´oh en idioma del futuro, instantes después vuelve la pantalla normal como cualquier episodio (Este gag se considera como el más extraño y extravagante de la serie, puesto que recibió más atención que el episodio en sí, lo cual apunta a que puede volverse un gag de culto).
Otros gags de duración extendida son: el que se muestran tres gags que anteriormente habían sido utilizados como gags simples y otro donde los sofás se transforman en monstruos y atacan a Springfield.